# Milik (Pologne)
Pour les articles homonymes, voir Milik.
Milik est une localité polonaise de la gmina de Muszyna, située dans le powiat de Nowy Sącz en voïvodie de Petite-Pologne.